# 橫帶針翅鮗
橫帶針翅鮗（学名：Belonepterygion fasciolatum）為輻鰭魚綱鱸形目鱸亞目七夕魚科的其中一種，分布於印度西太平洋區，包括琉球群島、台灣、澳洲等海域，棲息深度可達5公尺，體長可達5公分，棲息在潮池、礁石區或潟湖，屬肉食性，雄魚有護卵的行為。